# Норвей (Нью-Йорк)
Норвей (англ. Norway) — місто (англ. town) в США, в окрузі Геркаймер штату Нью-Йорк. Населення — 740 осіб (2020).

## Демографія
Згідно з переписом 2010 року, у місті мешкали 762 особи в 301 домогосподарстві у складі 207 родин. Було 378 помешкань
Расовий склад населення:
| - 99,3 % — білих - 0,1 % — чорних або афроамериканців - 0,1 % — азіатів |

До двох чи більше рас належало 0,0 %. Частка іспаномовних становила 2,0 % від усіх жителів.
За віковим діапазоном населення розподілялося таким чином: 23,1 % — особи молодші 18 років, 64,2 % — особи у віці 18—64 років, 12,7 % — особи у віці 65 років та старші. Медіана віку мешканця становила 41,3 року. На 100 осіб жіночої статі у місті припадало 101,6 чоловіків;  на 100 жінок у віці від 18 років та старших — 103,5 чоловіків також старших 18 років.
Середній дохід на одне домашнє господарство  становив 71 383 долари США (медіана — 58 088), а середній дохід на одну сім'ю — 86 493 долари (медіана — 74 091). Медіана доходів становила 48 365 доларів для чоловіків та 43 125 доларів для жінок. За межею бідності перебувало 10,7 % осіб, у тому числі 12,3 % дітей у віці до 18 років та 8,4 % осіб у віці 65 років та старших.
Цивільне працевлаштоване населення становило 450 осіб. Основні галузі зайнятості: освіта, охорона здоров'я та соціальна допомога — 31,6 %, виробництво — 14,4 %, роздрібна торгівля — 12,4 %, будівництво — 10,9 %.